# Evangelische Kirche Nieder-Ramstadt

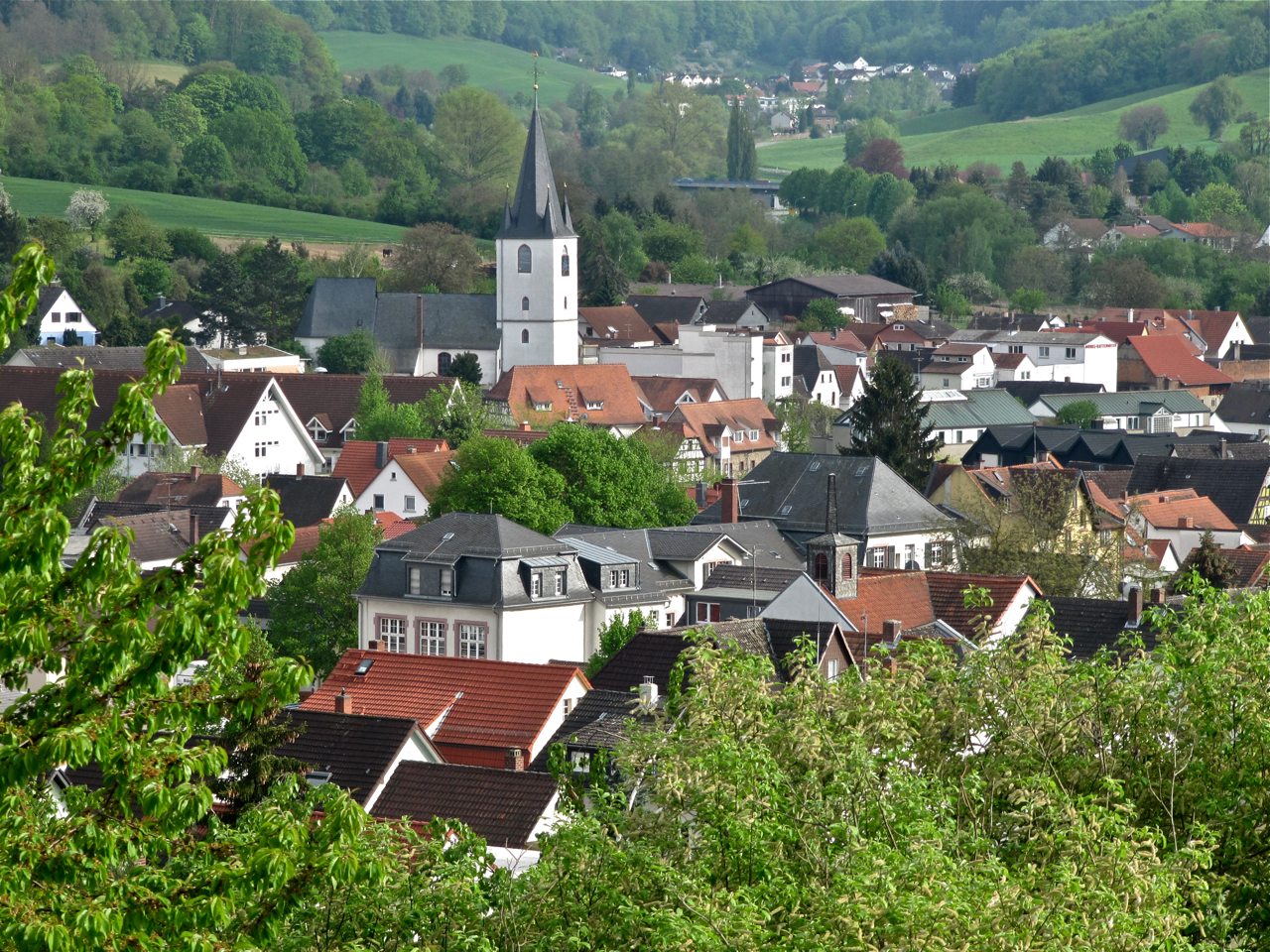
Evangelische Kirche (2010)

Die evangelische Kirche Nieder-Ramstadt ist eine Kirche in Nieder-Ramstadt in der südhessischen Odenwaldgemeinde Mühltal.

## Architektur und Geschichte

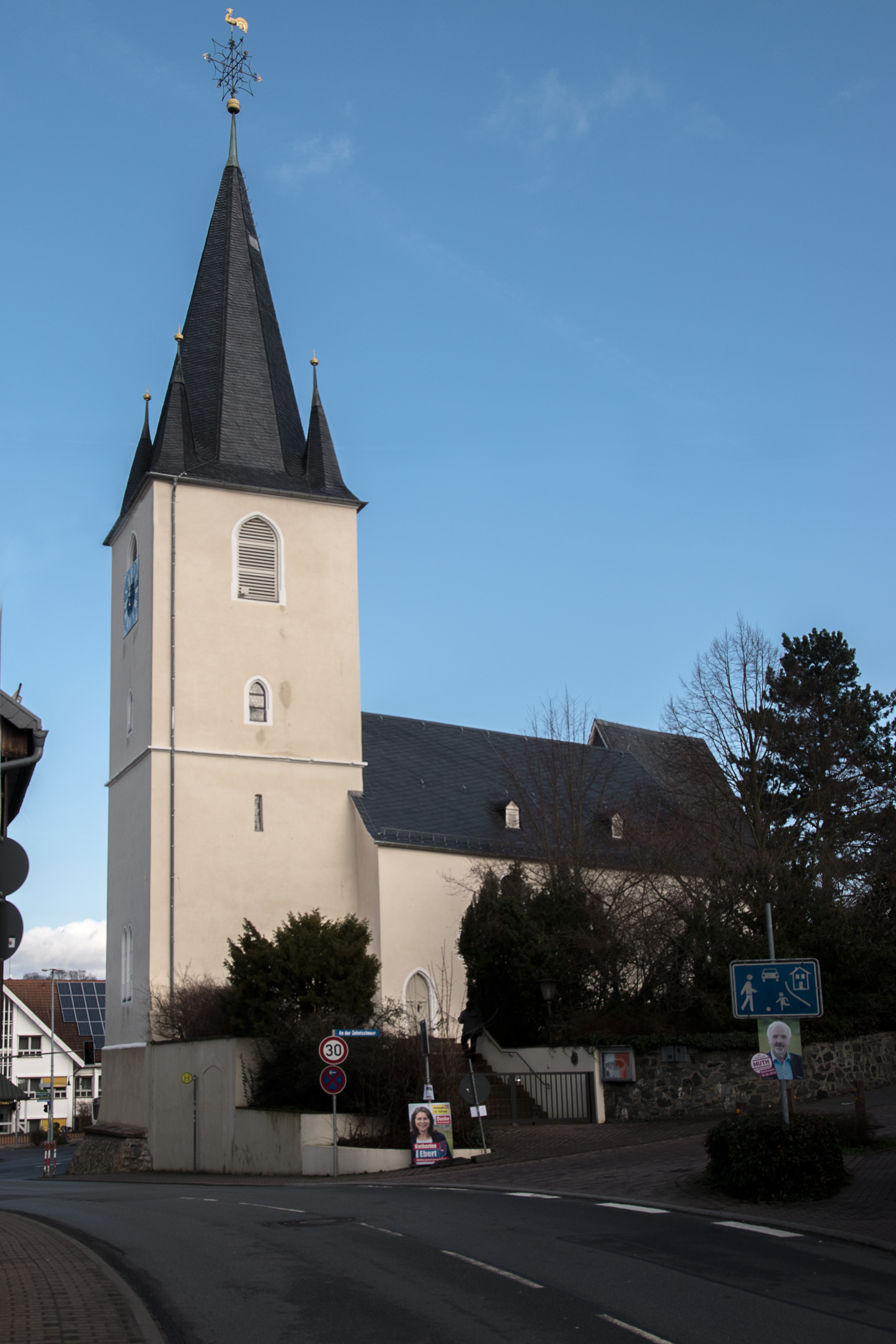
Blick von Süden (2018)

Die Kirche steht inmitten des ehemaligen Friedhofs oberhalb einer hohen Stützmauer an der höchsten Stelle des historischen Ortskernes. Sie wurde 1324 erstmals erwähnt, ist aber älter. Im 15. Jahrhundert wurde sie Filialkirche der Stadtkirche Darmstadt. Mit der Einführung der Reformation wurde die Gemeinde wieder selbständig.
Das Äußere der Kirche wird durch den mächtigen Turm geprägt. Der um ca. 20 Grad gegenüber der geosteten Kirche gedrehte Turm setzt sich markant von dem restlichen Bauwerk ab. Er stammt in seinem unteren Bereich wohl noch aus dem 13. Jahrhundert und wurde in den Jahren 1572/73 repariert und 1605/06 in seiner oberen Hälfte erneuert. Der auf einem quadratischen Grundriss erbaute viergeschossige Turm mit umlaufendem Gesims und spitz- bzw. rundbogig geschlossenen Schallöffnungen sowie kleinen Spitzbogenfenstern wird von einem spitzen achtseitigen Helm abgeschlossen, der von kleinen achtseitigen Helmchen an den vier Turmkanten umgeben ist. Die Turmhalle im Erdgeschoss ist mit gratigem Gewölbe überspannt.
Anstelle des ehemaligen schmalen romanischen Kirchenschiffes wurden wohl im 15. Jahrhundert  Schiff und Chor mit 5/8-Schluss neu gebaut. In den Jahren 1607/08 wurde das Schiff nach Süden erweitert und erhielt zweiteilige Stichbogenfenster. Im Inneren ist das Schiff mit einer flachen, mit geometrischen Stuckfeldern verzierten Decke versehen.
Der um eine Stufe höherliegende einjochige Chor hat ein schönes Netzgewölbe über Wappenkonsolen und ist mit Rankenbemalung des 15. Jahrhunderts verziert.
Die an zwei Seiten umlaufende Holzempore auf Holzstützen und profilierten Unterzügen stammt vom Umbau aus dem Jahre 1608. Die reich profilierte Holzkanzel datiert aus dem Jahre 1743. Neben der Kanzel sind zwei Sandsteingrabplatten des frühen 18. Jahrhunderts eingelassen.
Die Kirche von Nieder-Ramstadt inklusive der Ausstattung ist aus baukünstlerischen und geschichtlichen Gründen ein Kulturdenkmal.